# Emicrania oftalmica
L'emicrania oftalmica è una patologia conseguente alla vasocostrizione dei condotti ematici dell'apparato visivo. Può essere causato da semplici vizi refrattivi non corretti (miopia, ipermetropia o astigmatismo) oppure da patologie oculari che rendono difficoltosa la visione (quali la cataratta); però può anche avere un'origine di altro tipo (ad esempio, infiammazione del nervo trigemino).

## Sintomi
1ª fase: aura perdita della percezione della distanza dagli oggetti;
2ª fase: emicrania acuta localizzata con possibili disturbi come perdita di sensibilità al palato e alle dita delle mani, nausea, disturbi del linguaggio, vomito nelle crisi particolarmente forti.

## Durata complessiva della patologia
Dai 20 minuti a oltre le 4 ore.

## Possibili cause scatenanti
Stress, ansia, nervosismo, alimentazione.

## Terapia sintomatica
All'inizio della prima fase assumere caffè amaro (permette una rapida vasodilatazione ridimensionando l'emicrania) accompagnato da analgesico.

## Precauzioni
Contattare un medico che eventualmente può  richiedere visita neurologica presso centro emicranie, visita oculistica e risonanza magnetica.